# Вилянувский дворец
Вилянувский дворец — дворец и соседствующий с ним сад в районе Вилянув на юго-восточной окраине современной Варшавы. Построен в 1677—1698 годах Августином Лоцци для короля Яна Собеского. Является шедевром барокко, а также предметом национальной гордости Польши.

## История
Строился в качестве загородной резиденции короля Речи Посполитой в XVII веке. Несмотря на то, что в последующие два столетия дворец достраивался и дополнялся новыми интерьерами и помещениями, он считается хорошо сохранившимся памятником архитектуры того времени. Обрамлённый обширным садом, дворец представляет собой курдонёр.
Ездил я из Воршавы на королевское подворье умершаго короля Яна Сабескаго, от Варшавы 5 верст. Там построен дом его великой, строение все каменное; полаты построены великие, у которых снаружи все стены оставлены каменными изрядными резбами; полат числом есть там зело много. Из тех полат поделаны многие ходы в сад, которой сад великой при тех полатах построен.
Те полаты низкие, а на верху тех полат построены многие ж полаты, в которых в средине стены все окладены ценными досками цветными изрядной работы. Во всех тех полатах поделаны вместо печей комины алебастровые, иные гипсовые изрядные, предивной италиянской резной работы. Также и потолки в тех полатах поделаны алебастровые резные и гипсовые, и картин изрядных в тех полатах много италиянских дивных живописных писем. В двух полатах там есть полы аспидные изрядные, зделаны из розных мрамуров или аспидов узором; а обитая в тех полатах знатно, что было, толко в бытность мою было обрано по смерти короля полскаго, ибо ево, короля, в тех полатах не стало.
Позади тех полат поделаны гулбища, или площади изрядные, широкие, в которых по стенам писано изрядным живописным писмом. За теми полатами построен сад великой изрядною пропорциею; в том саду пропущено много изрядных чистых вод и фантаны поделаны предивные во многих местах розными виды; а для поливания цветов стоит вода в великих медных чеканных чашах, которые чаши изрядной работы. В том саду дерев всяких плодовитых, также трав и цветов изрядных розных родов много. В том же саду есть, деревья помаранцовые и винных ягод; те деревья посажены в ящиках и поставлены подле стены ниско в земле, и над ними зделана кровля для того, что в зиме те деревья покрывают и нагревают то место, где оне зимою стоят, печью, а летом в теплые дни выносят оттуды и ставят где потребно. В том же саду есть два пруда изрядные, в которых рыбы много. Блиско тех прудов поделаны два чердака круглые, предивные: невеликие стены тех чердаков внутри поделаны ис хрусталей, в окошках и около окошек множество вставливано цветных камней вареников — и зело устроены те чердаки богато и хорошо, и весь тот сад построен безмерно харашо.
В том же помяненном умершаго короля доме в сараях стоят 8 корет да 2 каляски его изрядные и зело богатые, предивной французской работы, и ко всем каретам и каляскам особые шоры цугами, предивно богатые. И когда тот король Ян Сабеской был жив, сказывали, что в том доме своем зело любил жить и построил его в купленной своей местности, которая ныне со всем вышеписанным строением отдана жене ево и детям.
После смерти Яна Собеского дворец и прилегающие окрестности принадлежали поначалу потомкам короля, а потом уже и другим знатным землевладельцам из различных аристократических семей. В 1720 году шефство над резиденцией взяла на себя Елизавета Синявская, которая впоследствии расширила покои.
Смерть Елизаветы замедлила развитие дворцового комплекса и отделка дворцовых интерьеров затянулась до 1731 года. В период 1730—1731 годов резиденцией владели король Август II Сильный и дочь Елизаветы, Мария Синявская. В это время достройкой дворца занимался Ян Зигмунт Дейбель.
Каждый новый хозяин переделывал интерьеры и сады дворца под свой вкус. В 1778 году имение перешло в руки Изабеллы Любомирской. Свой след в истории дворца она оставила под именем «голубой маркизы».
Прозвище была дано за вклад Изабеллы в развитие дворцового комплекса. По её инициативе и за её счёт на территории ансамбля в стиле классицизма были возведены кордегардия, кухонный и ванный корпуса. Работы велись под руководством архитектора Шимона Богумила Цуга.
В 1805 году Станислав Костка Потоцкий открыл во дворце один из первых в Польше музеев. Потоцкие перестроили придворную церковь св. Анны и соорудили рядом с дворцом фамильную усыпальницу.
Во время Второй мировой войны собрания Вилянувского музея были похищены нацистами, но по окончании войны они были возвращены в Польшу. Дворец продолжает использоваться как музей (фигурирует в Государственном реестре музеев).

## Дизайн

### Внешняя структура
Архитектура дворца является уникальным примером различных строительных традиций — напоминает о польских особняках с боковыми башнями.
На первом этапе строительства, между 1677 и 1680 годами, этот дворец был похож на польскую усадьбу с четырьмя альковыми башнями, прикрепленными к одноэтажному зданию.